# Only Love Can Save Us Now
«Only Love Can Save Us Now» es una canción de la cantautora estadounidense Kesha de su quinto álbum de estudio, Gag Order (2023). Antes del lanzamiento del álbum, la canción se lanzó como su tercer sencillo el 17 de mayo de 2023, junto con un video con la letra. La canción fue escrita y producida por Kesha, Stint y Jussifer, con producción adicional de Rick Rubin.

## Antecedentes
Kesha apareció en un episodio de "60 Minutes" de CBS, en el que grabó tomas vocales en Shangri-La con un coro de gospel y Rick Rubin. Tres días después del estreno, la cantante realizó un directo en Instagram para obtener una vista previa de la canción. Anunció el lanzamiento del sencillo el 15 de mayo de 2023.
La canción fue escrita parcialmente como un himno LGBTQ+ mientras Kesha observaba las injusticias que enfrenta la comunidad en los EE. UU. "Decir que es desgarrador no es suficiente", dijo la cantante en su artículo de portada de Self de 2023, "No tengo la respuesta y no soy política, pero esa es la energía. Se vuelve realmente agotador ver ataque tras ataque tras ataque a la comunidad queer"

## Composición
La canción dura 2 minutos y 34 segundos y presenta a la cantante rapeando sobre los problemas que enfrenta a diario. Líricamente, la canción presenta a Kesha buscando un poder superior en tiempos difíciles y contiene muchas referencias religiosas. Ella lo describió como un "tira y afloja" de "control y lucha". La canción mezcla géneros contrastantes y abre con una producción electrónica antes de pasar a la guitarra acústica en el coro mientras Kesha elogia el poder del amor mientras es respaldada por un coro gospel. La canción también contiene elementos de country, gospel y soul. Su idea para el sencillo era mezclar sonoramente "expresión agresiva" y "euforia". La cantante también alude a sus problemas legales con el productor Dr. Luke, a quien demandó por presunta agresión sexual y agresión, con la letra: "Me están demandando porque mi madre ha estado twitteando / No me digas que estoy lidiando con la razón".  Según Kesha en sus redes sociales, la canción es una "oración desesperada y enojada" y refleja sus "oscilaciones mentales".

## Recepción
Alex Rigotti de The Clash nombró a "Only Love Can Save Us Now" como el punto culminante del álbum y un "himno maravillosamente eufórico", elogiando el ritmo del rap de Kesha. Conor Clark de Gay Times calificó la canción como un "éxito de club".

## Videoclip
El video musical oficial fue anunciado el 14 de junio de 2023 con un video teaser de "Only Love Reprise". El video fue lanzado al día siguiente y fue dirigido por Vincent Haycock, quien fue el director creativo del álbum de Kesha. Es el único sencillo del álbum que recibió un video musical adecuado, en lugar de un visualizador. El video comienza con un hombre que usa un traje ajustado con la cara de Kesha corriendo en el tráfico y haciendo pucheros en una acera. El video está intercalado con tomas de una persona momificada en celofán rojo sentada en una silla plegable, una otomana peluda en una habitación roja con una máscara y Kesha en una galería de arte llena de clientes desconcertados que la miran con desdén mientras se convulsiona en el suelo y levanta las manos al cielo.

## Actuaciones en directo
Kesha interpretó la canción en directo en Vevo por primera vez el 24 de mayo de 2023. El 15 de junio de 2023, interpretó "Only Love Can Save Us Now" en el evento "Can't Cancel Pride" de iHeartRadio. Se incluyó una interpretación acústica en el tercer EP de Kesha, Gag Order (Live Acoustic EP from Space). La canción se incluyó en la lista de canciones del Only Love Tour como número de apertura.

## Listado de canciones
Descarga digital y Streaming:
1. "Only Love Can Save Us Now" – 2:34

Descarga digital y Streaming (remixes):
1. "Only Love Can Save Us Now" (KC Lights remix) – 3:33
2. "Only Love Can Save Us Now" (Milkblood remix) – 3:31
3. "Only Love Can Save Us Now" (Moti remix) – 4:09
4. "Only Love Can Save Us Now" (Oddprophet remix) – 3:04
5. "Only Love Can Save Us Now" – 2:34

## Historial de lanzamiento
| Región | Fecha         | Formatos         | Versión  | Discográfica |
| ------ | ------------- | ---------------- | -------- | ------------ |
| Varias | May 17, 2023  | Descarga digital | Original | Kemosabe     |
| Varias | June 23, 2023 | Descarga digital | Remixes  | Kemosabe     |

## Posicionamiento en listas
| Listas (2023)           | Peak |
| ----------------------- | ---- |
| Latvia Airplay (TopHit) | 32   |

| Listas (2023)           | Peak |
| ----------------------- | ---- |
| Latvia Airplay (TopHit) | 45   |